# Fibra natural

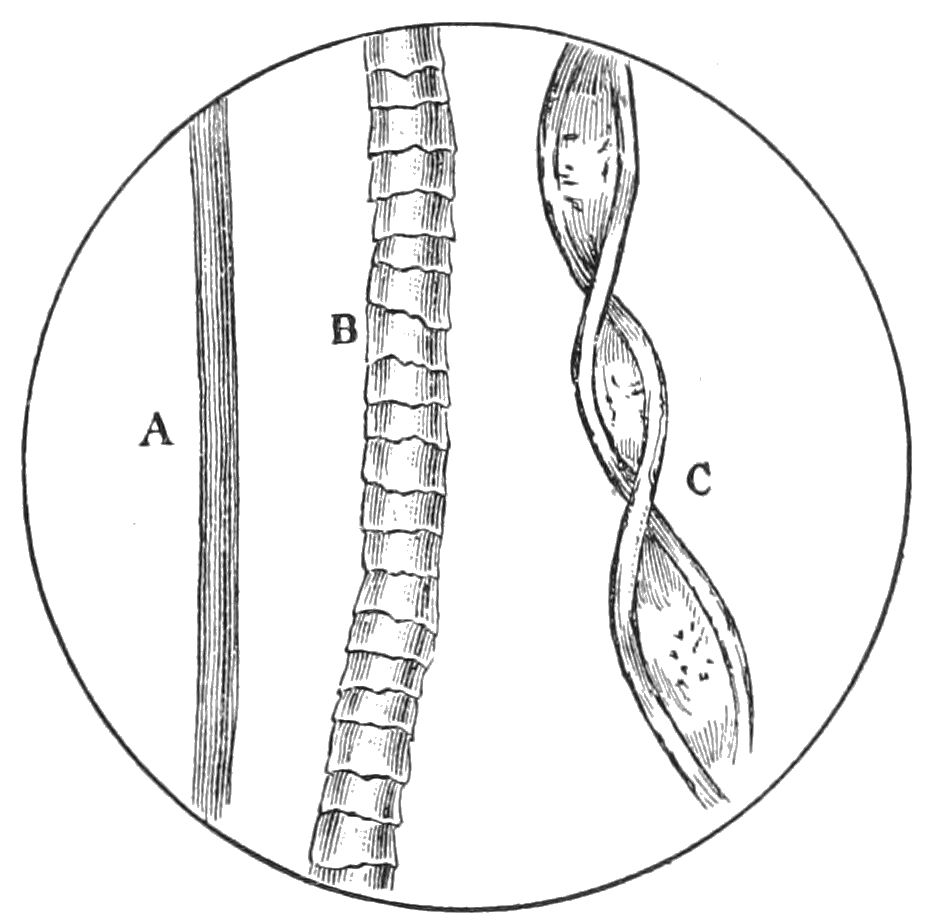
Fibras de seda (A), lana (B) y algodón (C) ampliadas.

Se llama fibra natural a los fragmentos, hebras o pelo, cuyo origen está en la Naturaleza, y que pueden hilarse para dar lugar a  hilos o cuerdas. Las fibras que no provienen de la Naturaleza se denominan «fibras químicas», ya sean artificiales o sintéticas. 
Los hilos obtenidos con las fibras , pueden tejerse para un tejido o aplicarse para producir un no tejido. La única fibra natural que es capaz de formar un hilo es la seda; el resto de las fibras se deben teñir e hilar para poder ser utilizadas posteriormente en la fabricación de textiles. Además, las fibras naturales se utilizan para reforzar composites.
Las fibras naturales más antiguas que se conocen son fibras de lino silvestre encontradas en estratos del Paleolítico superior —unos 30 000 años a. C.— dentro de una cueva en las estribaciones de las montañas del Cáucaso en Georgia.
Las fibras textiles naturales se clasifican de acuerdo con su origen: animal, vegetal o mineral.

## Fibra animal
Las fibras de origen animal son las que ha utilizado el ser humano desde tiempos prehistóricos: pelos de diversas especies, secreciones de otras y cueros. 
- Lana. Se suele reservar este vocablo para nombrar el pelo que recubre el cuerpo de las ovejas.[5] Es la principal fibra textil natural.[6] Las dos características más valoradas de la lana son su elasticidad y su capacidad para absorber la humedad. La raza más extendida es la oveja merina; otras razas valoradas por ser de lana larga son Lincoln y Cheviot.
- Cachemir y mohair. Proceden del pelo de dos razas distintas de cabra: la «cabra de Cachemira» y la «cabra de Angora». Estas fibras son suaves, sedosas y cálidas. El cachemir se distingue por su liviandad; el mohair tiene un brillo característico.
- Pelo de camélidos. Tanto los laminos (alpaca, guanaco, llama y vicuña) como los camelinos (camello) proporcionan un pelo fino y ligero ya que, a diferencia de la lana, la fibra de estos animales es hueca. Las propiedades térmicas de estas fibras son excelentes.

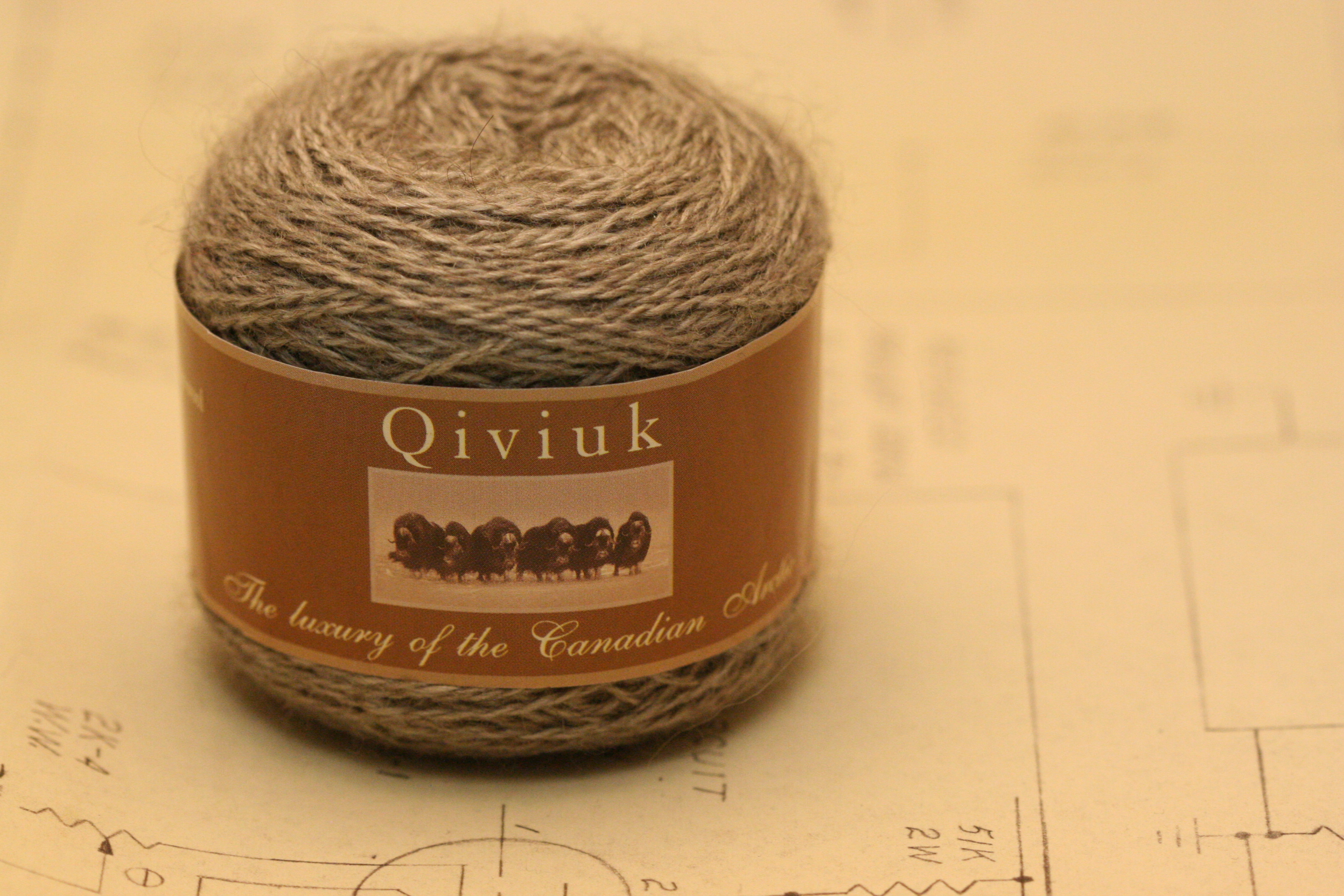
Ovillo de quiviut canadiense.

- Pelo de bóvidos. El buey almizclero proporciona una fibra llamada qiviut (en inglés, qiviut), considerada la más cálida y ligera de las fibras animales,[7] su aspecto es parecido a la «Angora»; el yak también se esquila para obtener fibra con la que tejer prendas de abrigo.
- Crin. Este pelo de caballo es fuerte y flexible; se utiliza para rellenos en tapicería, cuerdas, líneas en la caña de pescar, cepillos y pinceles, arcos de instrumentos musicales y tejidos como la crinolina.[8]
- Angora. Proviene de una raza de conejo criada especialmente por su pelo que además de ser fino, ligero y hueco, es valorado por su rasgo distintivo de crear un halo en los textiles.
- Seda. Es el único filamento continuo producido por la naturaleza, gracias a la larva del gusano de seda. Puede medir entre 500 y 1500 m de longitud.[9] La seda es resistente y elástica; se distingue por el inimitable crujido o «croquant», sonido característico de los tejidos de seda. En la actualidad se investiga sobre la seda de la araña de la seda de oro.[10]
- Cuero y piel. No son fibras como tal, pero son materiales naturales para la industria textil, la confección y la alta costura. El cuero es el pellejo de un animal curtido para fabricar distintas piezas de indumentaria o complementos. Las pieles de animales pilíferos son utilizadas en la confección de prendas de abrigo para protegerse del frío.

## Fibra vegetal

Una hebra de celulosa (configuración I_{α}), donde aparecen los enlaces de hidrógeno (líneas de puntos) dentro y entre las moléculas de celulosa.

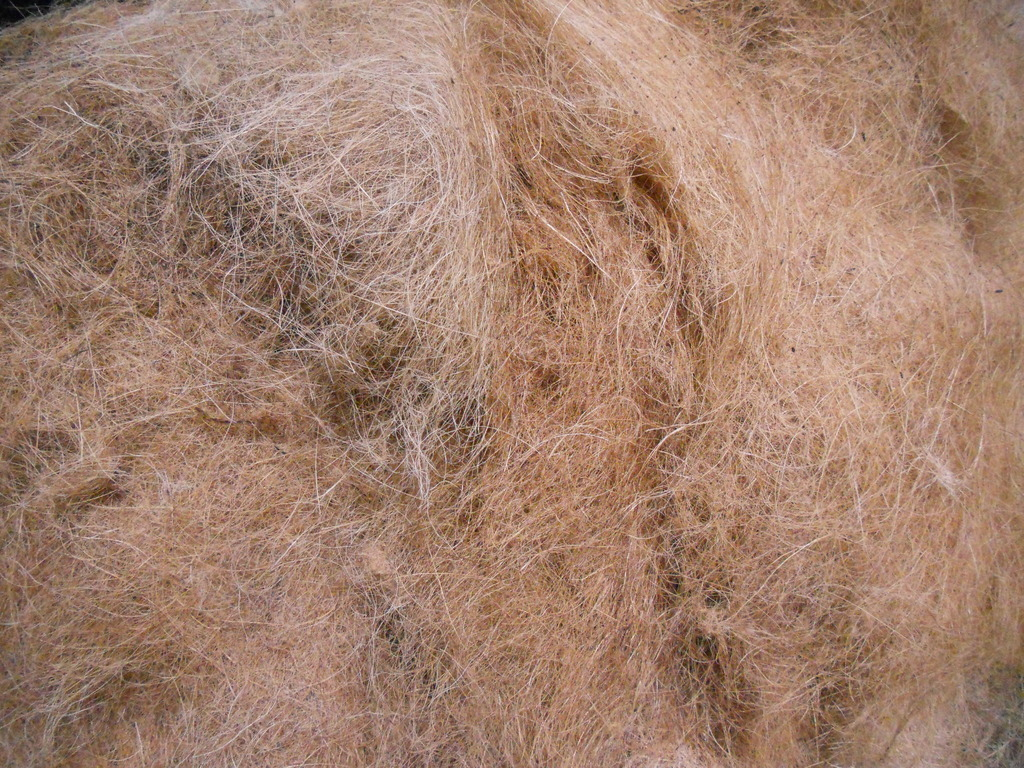
Fibra de coco.

Las fibras de origen vegetal son básicamente celulosa. La celulosa se utiliza en la industria textil y en la fabricación de papel. Las tres fibras vegetales más importantes son el algodón, el lino y el esparto. La clasificación de estas fibras está relacionada con la parte de la planta que se aprovecha.
- Fibra procedente de frutos y semillas. Entre otras están: el algodón, el cocotero y la ceiba (conocida como «kapok» en países angloparlantes).
  - El fruto del algodón es una cápsula donde se alojan las semillas protegidas por una masa de fibras; estas fibras contienen 91,5% de celulosa pura.[11] Estas fibras de celulosa se utilizan para fabricar hilos, textiles de todo tipo y como materia prima de las fibras artificiales.
  - La fibra de coco o «bonote»,[12] (en inglés, coir) se obtiene de la cáscara del coco —concretamente del episperma—.[13] Las fibras bastas y largas se utilizan para cepillos, mientras que las finas y rizadas sirven para fabricar guata, cordelería y material de relleno para cojines, sofás, etc.
  - La ceiba o kapok, como el algodón, protege sus semillas con una masa de fibras celulósicas (43 % de celulosa) transparentes que se utilizan como material de relleno y, en el pasado, para chalecos salvavidas, ya que se trata de una fibra ligera, muy flotante y resistente al agua.[14]
- Fibra procedente del tallo. Entre otras están: el lino, el cáñamo, el ramio y el yute.
  - El tallo del lino produce una fibra suave y flexible; aunque es más fina y más larga que la del algodón, resulta menos flexible porque las paredes de la fibra son más gruesas. En la industria textil, la fibra de lino es la opción en tejidos de lujo para mantelerías, sábanas, vestidos, etc. También se utilizan para bramante o guita, hilo de encuadernación, hilo para caña de pescar...
  - La fibra de cáñamo es brillante, fuerte y duradera; su uso decayó con la prohibición de la marihuana en los años 30 del siglo XX, pues las dos plantas se confundieron. Con la fibra tejida se fabrican lienzos, velas y arpillera; además, la estopa se utiliza en cordelería, para labores de macramé, bisutería, en composites, biocarburantes...
  - La corteza del tallo de ramio produce una fibra fina y débil que se ha utilizado para papel y tejidos en China desde tiempos prehistóricos.[15] Es una fibra burda poco utilizada debido a las dificultades que presenta para su hilado, aunque se mezcla con otras fibras: algodón, lana y seda; tiene aplicación en la industria papelera, de encuadernación, lienzos y otros, sustituyendo al lino.
  - De la corteza del yute se extrae una fibra basta, débil y brillante. Su uso se centra en arpilleras y sacos, bramante o cordel, pasta niveladora de suelos de linóleo, geotextiles y papel para embalaje o decoración.
- Fibra procedente de las hojas. Entre otras están: el esparto, el abacá, el formio, el henequén o sisal y el  miraguano.
  - Las hojas de esparto son muy duras y tenaces; la fibra que se obtiene de ellas se destina a fabricar alpargatas, artículos de decoración y artesanía.
  - La fibra de abacá se conoce también como «cáñamo de Manila»; es flexible, resistente al agua de mar y duradera. Se destina principalmente a la fabricación de papel, no tejidos, arpillera, cordelería y como sustituto de fibra de vidrio en la industria automovilística.[16]
  - La fibra de formio o «lino de Nueva Zelanda» se ha utilizado para diversos textiles tradicionales de los maoríes, cordelería y aparejos de pesca.
  - El henequén y el sisal son dos plantas del género agave; de sus hojas se obtiene una fibra fuerte, duradera, relativamente flexible y resistente al agua salada. Sus principales aplicaciones son la cordelería, los materiales composites en la industria del automóvil, geotextiles...[17]
  - La fibra del miraguano se puede hilar mezclada con otras fibras, pero su uso más extendido es como relleno por su liviandad y capacidad para esponjarse.